# Monument allemand de Flaucourt
Le Monument allemand de Flaucourt est situé sur le territoire de la commune de Flaucourt, dans le département de la Somme, à proximité immédiate de Péronne.

## Historique
Ce monument est le dernier vestige d'un cimetière militaire allemand édifié pendant la Première Guerre mondiale. Après le 11 novembre 1918, le cimetière fut désaffecté.
Le monument allemand de Flaucourt a été édifié pendant la Première Guerre mondiale, entre octobre 1914 et fin juin 1916, période où régna une certaine accalmie sur le front de la Somme. Le village de Flaucourt fut reconquis par les troupes coloniales françaises, le 3 juillet 1916.
La plupart des monuments commémoratifs ou funéraires édifiés par les Allemands ont disparu du fait des combats de la Bataille de la Somme de 1916 et ceux de l'Offensive des Cent-Jours de 1918.
Ce monument est protégé au titre des monuments historiques : inscription par arrêté du 23 novembre 1999.

## Caractéristiques
Le monument allemand de Flaucourt est exceptionnel parce que quasi unique et par son architecture d'une grande simplicité. Il s'agit, en fait, d'un mur terminé par un pignon triangulaire, avec alternance de briques disposées en panneresses et en boutisses. Ce mur présente une sorte de renfoncement précédé d'un arc en plein cintre. Au centre du mur, sur une plaque peinte, on peut lire cette inscription : 

« ZUR EHRE DER FÜR KAISER UND REICH GEFALLENEN SÖHNE DEUTSCHLANDS (En l'honneur des fils d'Allemagne tombés pour le Kaiser et le Reich) »

Dans un angle du renfoncement, sur une pierre blanche est gravée, en creux, une croix pattée ; l'inscription en dessous n'est plus lisible. Situé, à la sortie du village de Flaucourt, en retrait de la route de Biaches, dans un champ, le monument, dans son ensemble, est assez dégradé.

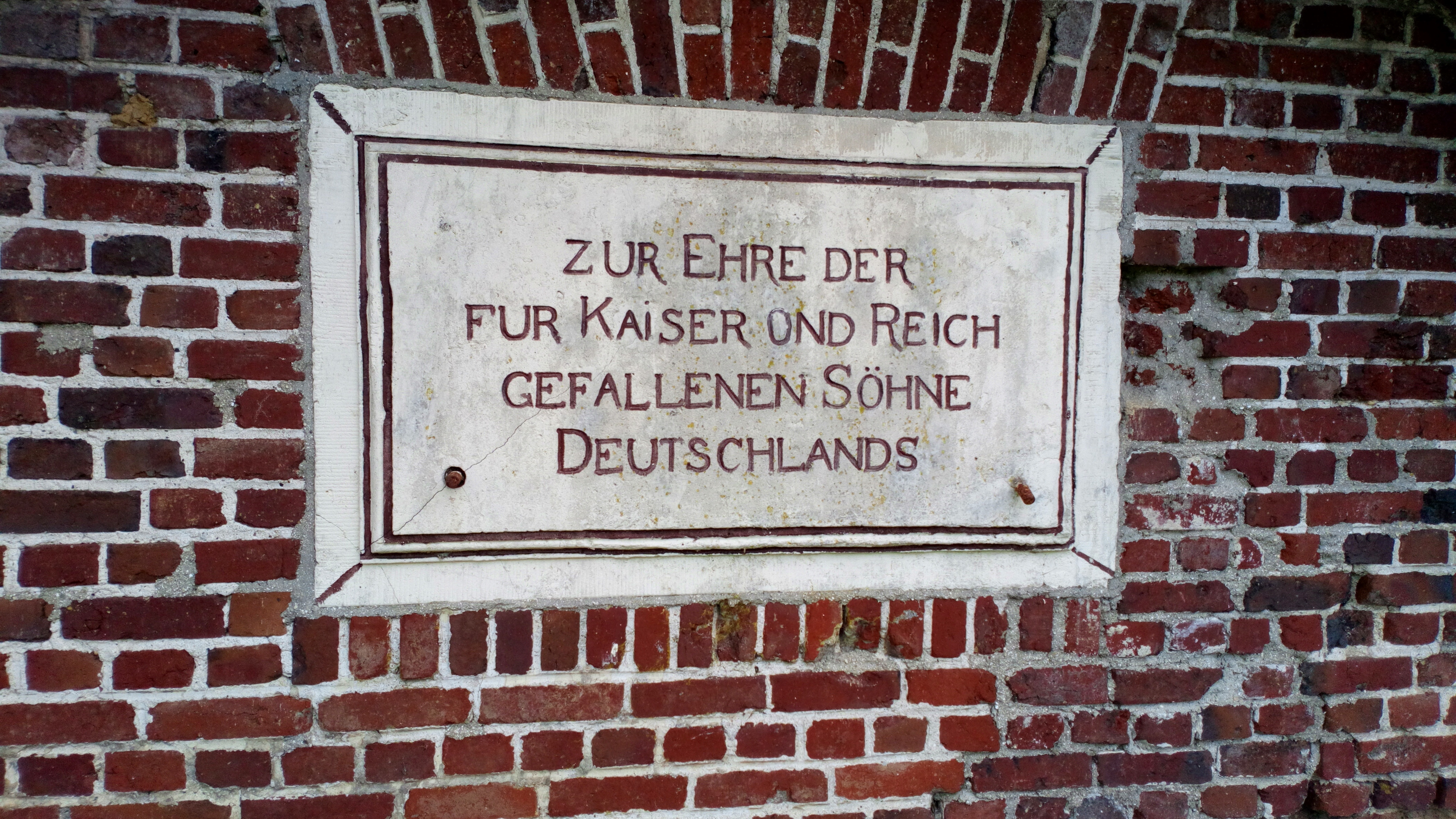
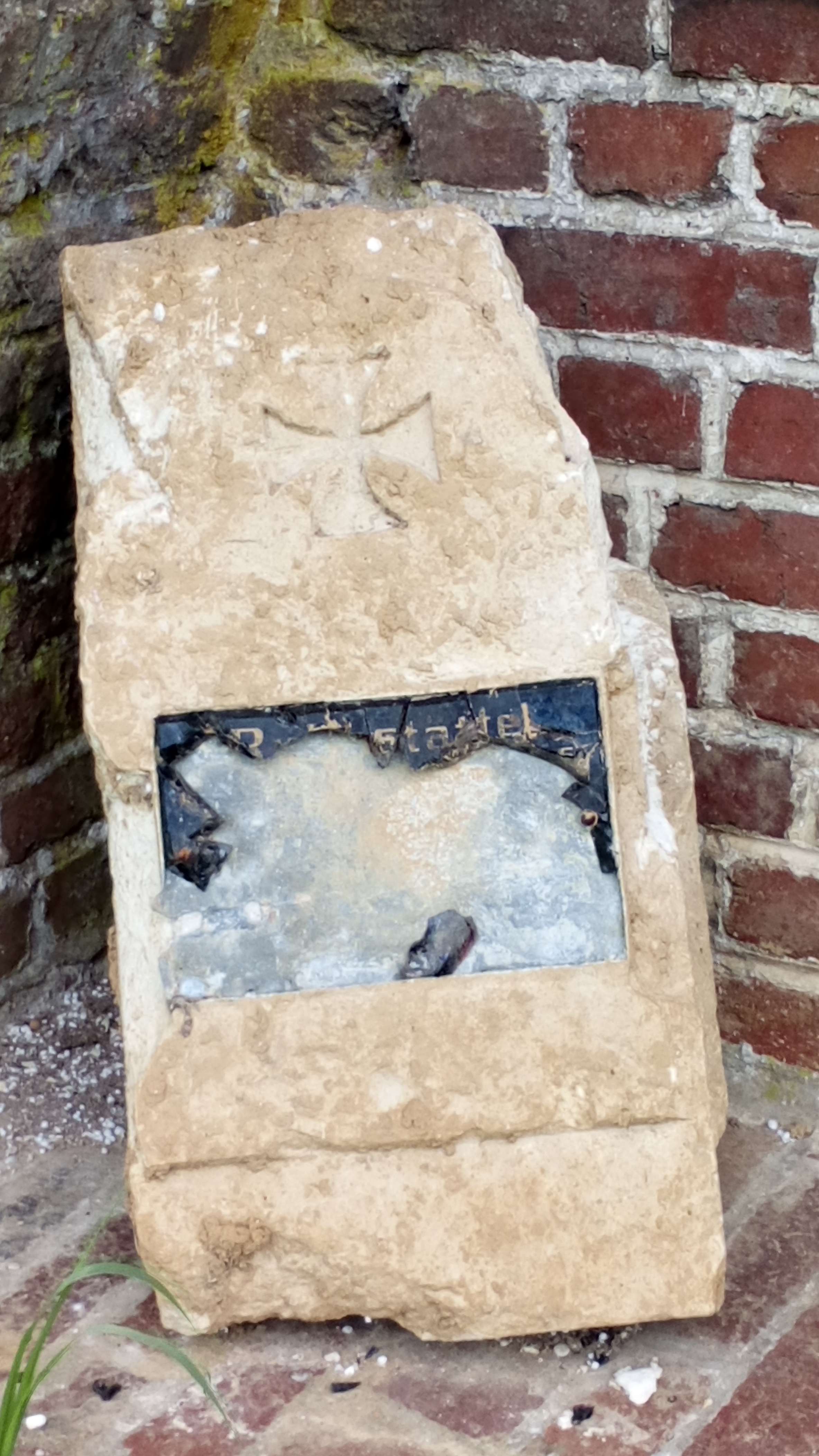
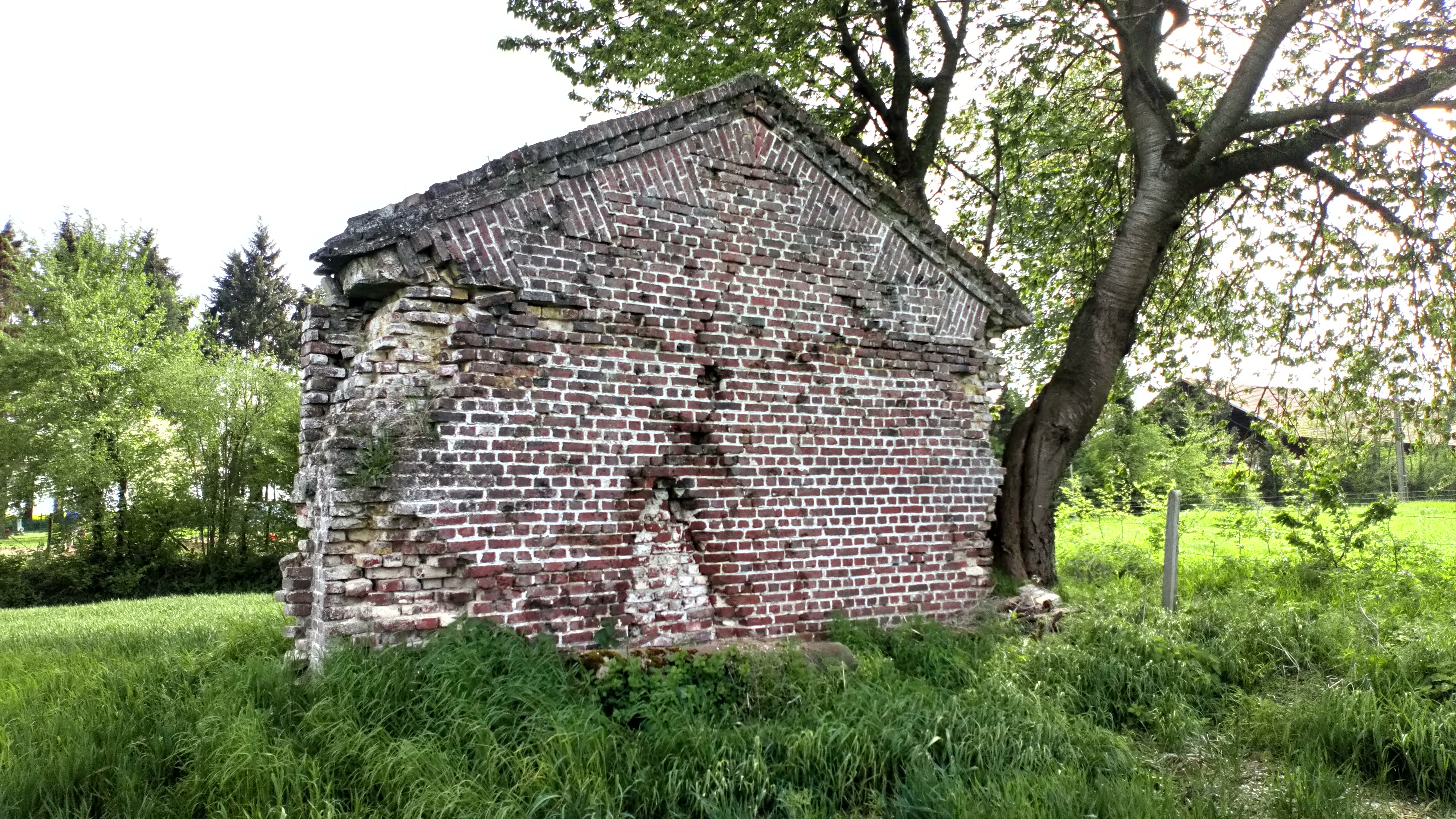

## Pour approfondir